# 물례레스 데 아레이아
《물례레스 데 아레이아》(포르투갈어: Mulheres de Areia)는 1993년 방영된 브라질의 텔레노벨라이다.